# James R. Holton
James Reed Holton (Spokane, 16 de abril de 1938-Seattle, 3 de marzo de 2004) fue un físico estadounidense, profesor de la Universidad de Washington.

## Biografía
Nació en Spokane, estado de Washington el 16 de abril de 1938 aunque se crio en Pullman, también en el mismo estado. Estudió física en la Universidad de Harvard, graduándose en 1960 y realizó estudios de doctorado en meteorología en el MIT, obteniendo el doctorado en 1964. Tras una estancia en Suecia de un año volvió a Estados Unidos y fue contratado como profesor de la Universidad de Washington. En su investigación académica profundizó en el conocimiento acerca de la Oscilación cuasi bienal (QBO) y también trató el rol de las ondas planetarias invernales del hemisferio norte en la circulación Brewer-Dobson. Fue el autor de An Introduction to Dynamic Meteorology, un libro de texto para estudiantes. Fue elegido en 1994 miembro de la Academia Nacional de Ciencias de Estados Unidos Falleció el 3 de marzo de 2004 en Seattle.

## Obra

### Algunas publicaciones
- The dynamic meteorology of the stratosphere and mesosphere. Boston, 1975.

- Con D. G. Andrews: Middle Atmosphere Dynamics. San Diego, 1987.

- An Introduction to Dynamic Meteorology. (3ª ed.) San Diego, 1992.

- Con J. A. Curry und J. A. Pyle (Hrsg.): Encyclopedia of Atmospheric Sciences. San Diego, 2003.